# Токио симбун
«Токио симбун» (яп. 東京新聞 То:кё: симбун, букв. «Токийская газета»; ромадзи: Tokyo Shimbun) — крупная японская ежедневная газета. Основана в 1884 году в Нагое. Выпускается компанией Chunichi Shimbun. Штаб-квартира издания сегодня расположена в Токио. В июле 2008 года тираж утренней газеты составил 620,125, а вечерней 309,387 экземпляров. Всего утреннюю газету прочитывало ежедневно примерно 3.5 млн человек.
Газета владеет бейсбольной командой Chunichi Dragons.

## Зарубежные бюро
Имеет тринадцать корпунктов за рубежом — в Нью-Йорке, Вашингтоне, Лондоне, Париже, Берлине, Москве, Каире, Пекине, Шанхае, Тайбее, Сеуле, Маниле и Бангкоке.